# Thomas Hay
Thomas Hay, IX conte di Kinnoul (4 luglio 1710 – 27 settembre 1787), è stato un politico scozzese.

## Biografia
Era il figlio di George Hay, VIII conte di Kinnoull, e di sua moglie, Abigail Harley, figlia di Robert Harley, primo conte di Oxford e conte di Mortimer.
Studiò presso la Westminster School e poi al Christ Church.

## Carriera
Hay è stato eletto per lo Scarborough (il distretto-costituente dell Yorkshire) nel 1736, ma la sua elezione fu annullata in petizione.
Fu membro del Parlamento Inglese per la costituente di Cambridge (1741-1758). 
Prestò servizio come Lord del Tesoro (1754-1755), come Responsabile del finanziamento delle Forze Armate (1755-1757) e come Cancelliere del Ducato di Lancaster (1758-1762).
Egli era ben conosciuto negli ambienti politici e letterari, ed i suoi amici includevano Philip Yorke, I conte di Hardwicke, William Murray, I conte di Mansfield e l'arcivescovo di Canterbury Thomas Secker. Era anche un conoscente di Alexander Pope, che lo ha usato come modello per il personaggio di Balbo nella sua opera Epistle to Dr Arbuthnot.
Nel 1758 successe al padre nella contea. Il suo ultimo incarico fu quello di Rettore dell'Università di St Andrews (1765-1787).
Il suo nome fu dato alla Contea di Duplin (North Carolina).

## Matrimonio
Sposò, il 12 giugno 1741 a Londra, Constantia Ernle (1717-29 giugno 1753), l'unica figlia ed erede di John Kyrle Ernle. Il suo bisnonno era Sir John Ernle, che ha servito come Cancelliere dello Scacchiere (1676-1689). Ebbero un figlio:
- Thomas John Ernle Hay (12 agosto 1742-14 ottobre 1743)

## Morte
Morì il 27 settembre 1787. Fu sepolto nel Aberdalgie.
La contea passò al nipote, Robert Hay-Drummond.